# 田岡満
田岡 満（たおか みつる、1943年5月26日 - 2012年10月8日）は、日本の実業家・映画プロデューサー・演歌歌手。

## 略歴
1943年5月26日未明、神戸に生まれる。戦後、暴力団・三代目山口組組長となる田岡一雄の長男。一雄が右翼団体玄洋社の頭山満を尊敬していたことから満と名付けられた。六甲中学校から慶應義塾高等学校に進学し、慶應義塾大学経済学部卒業。
1971年、芸能事務所「ジャパン・トレード」設立。
1973年、父である田岡一雄の半生を描いた東映映画『山口組三代目』をプロデュース。1974年、続編映画『三代目襲名』をプロデュースし、両作とも大ヒットした。
1974年5月23日、東映が売り出していたスター中村英子と、大阪ロイヤルホテルで結婚。媒酌人は田中清玄夫妻、梅田コマ劇場で『どてらい男』に出演中の西郷輝彦・大村崑らが舞台衣装のまま出席。一女をもうけたが、翌年に中村が自殺。
1977年、映画『日本の首領』シリーズをプロデュースし、大ヒットした。
以後は暴力団関連の芸能業務の取締りが厳しくなり、港湾関連の甲陽運輸の経営を行う。また、日本港運協会副会長を務めた。
2006年、シングル『こころの宇宙（そら）』で、演歌歌手としてデビューする。
2011年春の叙勲で黄綬褒章受章が発表されたが、2日後に取り消しとなった。
2012年10月8日に死去したことが、西岡研介のTwitterにて報じられていた。69歳没。

10月11日葬儀は本願寺神戸別院に於いて密葬として執り行われた。
翌月11月9日には同じく本願寺神戸別院に於いて甲陽運輸が社葬を執り行っている。

## 作品
- 1973年8月11日、『山口組三代目』（東映京都）
- 1974年4月27日、『山口組外伝 九州進攻作戦』（東映京都）
- 1974年6月1日、『唐獅子警察』（東映京都）
- 1974年8月10日、『三代目襲名』（東映京都）
- 1976年1月31日、『実録外伝 大阪電撃作戦』（東映京都）
- 1977年1月22日、『やくざ戦争 日本の首領』（東映京都）
- 1977年10月29日、『日本の首領 野望篇』（東映京都）
- 1978年9月9日、『日本の首領 完結篇』（東映京都）
- 1979年3月24日、『総長の首』（東映京都）
- 1982年10月30日、『制覇』（東映京都）

## ディスコグラフィ
- 2006年5月10日 CDシングル『こころの宇宙』（WING JAPAN）

## その他
田岡由伎は異母妹にあたる。